# Shorttrack op de Olympische Winterspelen 2018 - 1000 meter vrouwen
De 1000 meter voor vrouwen tijdens de Olympische Winterspelen 2018 vinden plaats op 20 en 22 februari 2018 in het Gangneung Ice Arena in Gangneung.

## Tijdschema
| Datum       | Lokale tijd | MET   | Ronde         |
| ----------- | ----------- | ----- | ------------- |
| 20 februari | 19:00       | 11:00 | Series        |
| 22 februari | 19:14       | 11:14 | Kwartfinales  |
| 22 februari | 19:51       | 11:51 | Halve finales |
| 22 februari | 20:29       | 12:29 | Finale        |

### Finales
A-Finale
Deze finale werd op 22 februari 2018 verreden, om 20:20 uur.
| #      | Naam              | Land | Tijd     | Bijz. |
| ------ | ----------------- | ---- | -------- | ----- |
| Goud   | Suzanne Schulting | NED  | 1:29.778 |       |
| Zilver | Kim Boutin        | CAN  | 1:29.956 |       |
| Brons  | Arianna Fontana   | ITA  | 1:30.656 |       |
| 4      | Choi Min-jeong    | (os) | 1:42.434 |       |
| 6      | Shim Suk-hee      | (os) |          | PEN   |

1. ↑  Uitslag[dode link]